# Ulf Schramm
Ulf Schramm, född 12 november 1936, är en svensk före detta fotbollsspelare.
Schramm debuterade tidigt i AIK:s ungdomslag där han bland andra spelade med legendaren Kurre Hamrin. Därefter värvades han till IFK Stockholm och senare till Djurgårdens IF där han kunde kröna sin karriär med ett allsvenskt guld 1964. I guldlaget fanns bland andra legendarer som Hans "Tjalle" Mild, Gösta "Knivsta" Sandberg samt Peder Persson.
Efter avslutat spelarkarriär har Schramm bland annat tränat AIK där han var med och värvade Sven "Dala" Dahlkvist till klubben. Efter AIK-tiden blev det en sejour i Landskrona BoIS.